# Thelymitrinae
Thelymitrinae – podplemię roślin z rodziny storczykowatych (Orchidaceae). Obejmuje 3 rodzaje i około 150 gatunków występujących w Azji Południowo-Wschodniej, Australii i Oceanii.

## Systematyka
Podplemię sklasyfikowane do plemienia Diurideae z podrodziny storczykowych (Orchidoideae) w rodzinie storczykowatych (Orchidaceae), rząd szparagowce (Asparagales) w obrębie roślin jednoliściennych.
Wykaz rodzajów
- Calochilus R. Br.
- Epiblema R. Br.
- Thelymitra J.R. Forst. & G. Forst.